# Sapeurs... sans reproche
Pour plus de détails, voir Fiche technique et Distribution.
Sapeurs... sans reproche (Fireman, Save My Child) est un film américain réalisé par A. Edward Sutherland, sorti en 1927.

## Synopsis
Un duo de pompiers doit subir les demandes abusives d'une jeune femme qui les utilisent pour déplacer des meubles.

## Fiche technique
- Titre original : Fireman, Save My Child
- Titre français : Sapeurs... sans reproche
- Réalisation : A. Edward Sutherland
- Scénario : Monte Brice et Thomas J. Geraghty (en)
- Photographie : H. Kinley Martin
- Société de production : Paramount Pictures
- Pays d'origine : États-Unis
- Format : Noir et blanc - 1,33:1 - Film muet
- Genre : comédie
- Date de sortie : 1927

## Distribution
- Wallace Beery : Elmer
- Raymond Hatton : Sam
- Josephine Dunn : Dora Dumston
- Tom Kennedy : Capitaine Kennedy
- Roland Drew : Walter
- Joseph W. Girard : Chef Dumston
- Thelma Todd (non créditée)